# Brendan's Death Song
Singles de Red Hot Chili Peppers
Look Around
(2012) Magpies / Victorian Machinery
(2012)
Brendan's Death Song est le quatrième et dernier single du groupe de crossover américain Red Hot Chili Peppers qui est tiré de leur album à succès I'm with You. Après la sortie des singles The Adventures of Rain Dance Maggie, Monarchy of Roses et Look Around au niveau international ainsi qu'après la sortie supplémentaire du single Did I Let You Know, cette chanson a seulement été publié comme téléchargement numérique avec une pochette faisant allusion au vidéo qui l'accompagne et qui montre des scènes d'un enterrement à La Nouvelle-Orléans. Le vidéo est encore une fois réalisé par Marc Klasfeld qui collabore fréquemment avec le groupe. Ce vidéo a été publié le 28 juin 2012. 
La chanson est dédiée à Brendan Mullen, un ami du groupe qui est décédé d'un accident vasculaire cérébral. Brendan Mullen avait aidé le groupe à jouer quelques concerts à Los Angeles durant leurs premières années et il avait également travaillé sur une biographie du groupe avec Blackie Dammet lorsqu'il est décédé. Il avait également été le fondateur du club de punk The Masque. Le groupe a eu le message de sa mort lors de la première journée de répétitions pour l'enregistrement de l'album et le groupe a créé les fondations de cette chanson la journée-même ce qui veut dire qu'il s'agit de la première chanson écrite pour l'album I'm with You. Le bassiste du groupe Flea avait également écrit un article de deux pages en honneur de Brendan Mullen qui a été publié dans le journal Los Angeles Times.